# The LoveCrave
The LoveCrave sono stati un gruppo musicale italiano fondato nel 2004, di genere gothic metal.

## Storia
Il nome del gruppo (originariamente Love-C-Rave) significa "Hundredth Rave Of Love" (è quindi "fuorviante" la traduzione letterale dall'inglese: "l'amore ha bisogno"), ovvero "Il Centesimo Rave Dell'Amore", la lettera "C" in numeri romani corrisponde a 100, questo nome è stato tratto dal titolo di un racconto sui vampiri scritto dalla cantante Francesca Chiara nel 2003.
Il simbolo della band è chiamato Brokenheart e rappresenta le due facce della vita: quando il buio incontra la luce si crea una sorta di elettricità che crea la magia.
Il personaggio in 3D che si trova sulle covers dei cd si chiama Rain, è stata creata da Marco Callegari e segue l'immagine di Francesca Chiara.
Nel dicembre 2005 la band viene contattata dalla Repo Records, per la quale firmano nel marzo 2006.
Nel giugno 2006 agli LXK Studio di Alex Klier di Monaco viene completato il mastering del primo LP e in agosto la band parte per un tour in Germania con i The Birthday Massacre, il 30 ottobre esce in Europa The Angel and the Rain.
Nel gennaio 2007 il gruppo vola a Londra per un concerto al Camden Underworld appoggiata da TotalRock Radio, una delle più grandi radio rock inglesi, per cui registrano anche un unplugged. Questi brani unplugged si trovano all'interno dell'EP "Crisalide" in uscita il 15 ottobre 2010 (Repo/Metropolis). Nell'estate la band ha partecipato ai due principali festival gothic europei: il WGT e il M'Era Luna. A novembre la band riceve il premio di miglior band italiana in campo internazionale nell'ambito del MEI (ovvero Meeting delle Etichette Indipendenti), manifestazione organizzata dal mensile di informazione musicale Rock Sound. Il 20 febbraio la band, attraverso il proprio sito internet, annuncia il cambiamento del batterista: Bob Parolin detto "The Machine" entra in pianta stabile nella band.
Dal 2007 al 2009 la band continua a suonare in giro per l'Europa, partecipando ad altri grossi festival come l'Amphi di Cologne, l'NCN di Lipsia, partecipa nuovamente al WGT e nel frattempo prepara il nuovo album.
Il 14 maggio 2010 esce Soul Saliva in Europa tramite Repo Records. L'impatto è forte soprattutto all'estero e porta la band in poche settimane a firmare con la Metropolis Records per America e Canada. Il 15 ottobre esce l'EP "Crisalide" (Repo/Metropolis) in Europa, America e Canada contenente materiale inedito, brani in versione unplugged e demo recordings.

## Lo stile
Lo stile musicale dei LoveCrave è alternative rock, un mix di gothic, hard rock, metal, darkwave e electro-pop. Di solito la band è classificata come gothic metal ma loro non si sentono tali a causa della varietà delle influenze.

## Formazione
- Francesca Chiara - voce
- Tank Palamara - chitarra
- Bob Machine - batteria dal 2007
- Simon Dredo - basso dal 2005

### Ex componenti
- Iakk - batteria (fino al 6 maggio 2007)

## Discografia

### Album in studio
- 2006 - The Angel and the Rain
- 2010 - Soul Saliva
- 2010 - Crisalide

### Partecipazioni
- 2006 - Zilloscope 11/06 (ZILLO mag -DE) - Little Suicide
- 2006 - Cold Hands Seduction Vol.64 (SONIC SEDUCER mag - DE) - Vampires (The Light That We Are)
- 2006 - Loud Sounds (ROCK HARD mag - ITA) - Nobody
- 2006 - ClubTRAX Vol. 2 Double CD (XtraX store - DE) - Little Suicide
- 2007 - Gothic Magazine Compilation - Can You Hear Me?
- 2007 - Summer Darkness 07 (ZILLO mag -DE) - Can You Hear Me?
- 2007 - Fxxk The Mainstream [vol.1]" 4CD boxset - Little Suicide

## Videografia
- 2006 - Zillo dvd "Dark Visions" - Fading Roses - colonna sonora
- 2007 - Zillo dvd "Dark Visions 2" - Can You Hear Me? live at M'Era Luna Festival
- 2007 - Zillo dvd "Dark Visions 2" - Can You Hear Me? colonna sonora menù
- 2010 - Videoclip of "Thriller" (Michael Jackson cover) - 2010 - Included as bonus in the EP "Crisalide" (release date Oct 15th 2010)